# Wilczy Las
Wilczy Las (alemán: Wolfshayn) es una localidad del distrito de Bolesławiec, en el voivodato de Baja Silesia (Polonia). Se encuentra en el suroeste del país, dentro del término municipal de Warta Bolesławiecka, a unos 9 km al nordeste de la localidad homónima y sede del gobierno municipal, a unos 13 al este de Bolesławiec, la capital del distrito, y a unos 92 al oeste de Breslavia, la capital del voivodato. En 2011, según el censo realizado por la Oficina Central de Estadística polaca, su población era de 192 habitantes. Wilczy Las perteneció a Alemania hasta 1945.